# Давидович, Лилия Михайловна
Лилия Михайловна Давидо́вич (бел. Лілія Міхайлаўна Давідовіч; 25 декабря 1936, Гродно — 25 апреля 2002, Минск) — советская и белорусская актриса театра и кино. Народная артистка БССР (1975). Ведущая актриса Национального академического театра имени Янки Купалы в Минске. Получила известность за исполнение роли Ганны в телевизионной постановке «Люди на болоте» по роману И. П. Мележа (1966 год, а в 1982 году с участием Лилии Давидович по этому же роману был снят фильм с одноимённым названием).

## Биография
Лилия Давидович родилась 25 декабря 1936 года в городе Гродно, Польская Республика (ныне Республика Беларусь). После окончания Великой Отечественной войны Лилия окончила культпросветучилище. После его окончания была рекомендована в театральный институт, но не прошла собеседование. Лилия вернулась в Гродно, где продолжала играть на сцене самодеятельного театра Гродненского облпромсовета. Однако, на молодую звезду обратил внимание Константин Санников — белорусский актёр, режиссёр и педагог, колесивший по стране в поисках юных талантов. Он пригласил Лилию учиться в Белорусский государственный театрально-художественный институт (ныне Белорусская государственная академия искусств) в Минске. Лилия училась вместе с будущими актёрами Виктором Тарасовым, Геннадием Овсянниковым, Марией Захаревич, Галиной Толкачевой (все они учились вместе в более старшем выпуске — 1957 года). Пышные формы начинающей актрисы ограничивали выбор подходящих для неё ролей, но Лилия сумела за один летний сезон поправить фигуру. На вопросы удивлённых соратников Лилия отвечала тем, что «просто красила хату и ела одни груши».
В 1960 окончила институт и сразу по окончании была зачислена в труппу театра имени Янки Купалы. Этому театру Лилия Давидович посвятила всю свою жизнь.
Более сорока лет Лилия Давидович выступала на сцене купаловского театра и за всё время сыграла около семидесяти ролей на его сцене, а также в телепостановках и лентах киностудии «Беларусьфильм». Актриса играла и классиков, и современных авторов, играла героинь из народа и королев. По утверждению Геннадия Гарбука, игравшего вместе с ней в купаловском театре с 1962 года, Лилия «могла и трагедию и комедию играть одинаково хорошо».
В последние годы жизни Лилия Давидович возглавляла жюри многих театральных фестивалей, занималась педагогической и общественной деятельностью. Являлась членом Комитета по Государственным премиям Республики Беларусь в области литературы, искусства и архитектуры.
Умерла 25 апреля 2002 года, после тяжёлого лёгочного заболевания. Похоронена на Восточном кладбище г. Минска.

## Семья
Лилия Давидович была замужем за журналистом, публицистом и обозревателем-международником И. А. Дылевским. У них есть два сына: Глеб и Олег.

## Роли в театре
На творческом счету Лилии Давидович — около семидесяти ролей в театре, телепостановках, в лентах киностудии «Беларусьфильм».
Белорусский репертуар
- «Левониха на орбите» А.Макаенка — Соня
- «Трибунал» А.Макаенка — Галя
- «Погорельцы» А.Макаенка — Рая
- «И смолкли птицы» И. Шамякина — Наталья Фадеевна
- «Ночное дежурство» А.Дялендика — Тамара
- «Плач перепелки» по И. Чигринову — Ганна
- «Люди на болоте» по И. Мележу — Анна
- «Черная панна Несвижа» Е.Дударева — королева Бона Сфорца
- «Павлинка» Я.Купалы — Агата
- «Жениться — не грустить» бр. Далецких, М.Чарота — Даръя
- «Страсти по Авдею» У.Бутрамеева — Зуйчыха
- «Идиллия» В.Дунина-Марцинкевича — Уршуля
- «Звон — не молитва» И. Чигринова — Рагнеда

Классический репертуар
- «Любовь, Надежда, Вера» — Вера
- «Первая страница» — Маша
- «В метель» — Валька
- «Золотая карета» — Мария Сергеевна
- «Протокол одного заседания» — Миленина
- «В ночь лунного затмения» М. Карим — Шафак
- «Эшелон» — Лаура
- «Конец — делу венец» У.Шекспира — Диана
- «Дядюшкин сон» — Москалева
- «Голубая роза» Т.Уильямса — Аманда
- «Последняя жертва» — Юлия Тугина
- «Рядовые» — Вера
- «Я, бабушка, Илико и Илларион» по одноимённому роману Нодара Думбадзе — Мери
- «Закон вечности» — мать Бочаны
- «Мы, нижеподписавшиеся» — Шиндина
- «На дне» Максима Горького — Настя
- «Женщина с моря» Г.Ибсена — Эллиза
- «Условия диктует женщина» Э.Элиса, Р.Риза — Филиппа Джеймс
- «Пирамида Хеопса» Ю.Ломовцава — Семенова

## Фильмография
| Год  |   | Название                  | Роль                             |
| ---- | - | ------------------------- | -------------------------------- |
| 1970 | с | Руины стреляют…           | партизанка (в титрах не указана) |
| 1974 | ф | Помни имя своё            | Мария Губаревич                  |
| 1974 | ф | Мы – хлопцы живучие       | квартирантка                     |
| 1980 | ф | Возьму твою боль          | Кошуба                           |
| 1981 | ф | Люди на болоте            | Глушачиха                        |
| 1982 | ф | Дыхание грозы             | Глушачиха                        |
| 1983 | ф | Дело для настоящих мужчин | Имя персонажа не указано         |
| 1985 | ф | Друзей не выбирают        | Коноплева                        |
| 1990 | с | Плач перепёлки            | жена Шарейки                     |

## Отзывы современников и потомков
В 1970 году Лилия Давидович дала интервью газете «Гродненская правда» (бел. «Гродзенская праўда»). Статья о ней была озаглавлена словами «Королева купаловской сцены» (бел. «Каралева купалаўскай сцэны»).
Ирина Завадская, обозреватель газеты «Советская Белоруссия», которая по «текстам коллег» в библиотеке изучала жизнь актрисы, написала о ней:

Лилия Михайловна была слишком требовательна, слишком принципиальна, даже категорична, театру не всегда бывало с ней легко, как и ей в театре. Характер у Давидович был горячий, и в творческих, и в человеческих вопросах она всю жизнь оставалась непримиримой. «На худсоветах, на репетициях часто рубила сплеча, но всегда была искренней», — так вспоминают сегодня о ней купаловцы, при этом голоса у них срываются. Её, такую, здесь боготворили…
— «Советская Белоруссия» (01.02.2007)
В своей статье Ирина Завадская соболезнует о том, что в последнее время, через пять лет после смерти актрисы, «понятие „великий актёр“ … практически ушло из нашего лексикона».
Александр Станюта в своей книге «Сцены из минской жизни» (бел. Сцэны з менскага жыцця) писал о ней:

Она жила в нашем квартале. Утром возле трамвая встретишь — её большие глаза как будто искрят. Блеск, живость выявления, энергия. Казалось, даже старается сдержать силы, которые кипят внутри. Она женщина, которая прячет страсть… Мчалась на репетицию.
Оригинальный текст (бел.)Яна жыла ў нашым квартале. Раніцай ля трамвая сустрэнеш — яе вялікія вочы быццам іскраць. Бляск, жывасць выяўлення, энергія. Падавалася, нават стараецца стрымаць і схаваць сілы, што кіпяць унутры. Як жанчына, што хавае страсць... Імчала на рэпетыцыю.
— Александр Станюта («Сцэны з менскага жыцця»)

## Награды, премии, посвящения

Надгробный памятник Лилии Давидович на Восточном кладбище г. Минска

В 1966 году, на 6-м году профессиональной карьеры, за исполнение роли Ганны в телевизионной постановке «Люди на болоте» по роману И. Мележа Лилия Давидович была награждена Государственной премией БССР (сам Иван Мележ на премьере этого спектакля плакал), а позднее удостоена звания заслуженной артистки Беларуси.
В 1975 году Лилия Давидович была удостоена звания Народная артистка БССР.
В 1996 году Лилия Давидович была награждена медалью Франциска Скорины с подписью в указе о награждении: «за великие заслуги в развитии театрального искусства».
В 2001 году был снят документальный фильм о Лилии Давидович под названием «Лилия Давидович. Звездная история» (режиссёр — В. Полевой).